# Кофи Анан
Кофи Анан (енгл. Kofi Annan;Кумаси, 8. април 1938 — Берн, 18. август 2018) био је политичар и дипломата из Гане, који је био седми генерални секретар Уједињених нацијаод 1. јануара 1997. до 31. децембра 2006. године. Завршио је Институт за напредне међународне студије у Женеви, (Швајцарска). Био је функционер Светске здравствене организације и помоћник генералног секретара за мировне операције УН у Босни и Херцеговини.
Анан је своју каријеру започео године 1962. у Светској здравственој организацији. Од 1972. до 1974. био је директор туризма у Гани. Од године 1987. држао је неке од најважнијих положаја у УН, уживајући титулу помоћника генералног секретара. У 1990-им је био задужен за мировне операције, а од октобра 1995. је био специјални изасланик УН за бившу Југославију. У то време Анан је уживао велику подршку америчке администрације Била Клинтона, незадовољне дотадашњим генералним секретаром УН Бутросом Бутросом Галијем и његовом инсистирању на процедури приликом америчке војне интервенције у бившој Југославији. Уз амерички дипломатски притисак, Савет безбедности УН 13. децембра 1996. је предложио Анана за генералног секретара, а именовала га је Генерална скупштина. Добио је и други мандат који је почео од 1. јануара 2002. године и завршен је 31. децембра 2006.
У последњим годинама мандата Анан је дошао у сукоб с новом америчком администрацијом Џорџа В. Буша, јер је изразио противљење нападу на Ирак. Након неког времена је организација УН дошла под жестоки удар критика због неспособности, корупције, сексуалног злостављања и проневере средстава из ирачког програма „Храна за нафту“, у што је наводно упетљан и Ананов син Коџо.
Године 2001. добио је Нобелову награду за мир. Био је оснивач и председник Фондације Кофи Ананa, као и председник Старешина, међународне организације коју је основао Нелсон Мандела. Године 2012, Анан је био заједнички специјални представник УН−Арапске лиге за Сирију, како би помогао да се реши тренутни сукоб у том региону. Анан је одустао услед фрустрације због недостатка напретка УН у погледу решавања сукоба. У септембру 2016. године Анан је постављен да води комисију УН за истраживање Рохинџске кризе.

## Ране године и образовање
Кофи Анан је рођен у априлу Кофандрос у месту Кумаси у Златној обали (сада Гана) 8. априла 1938. Његова сестра близанка Ефуа Ата, која је умрла 1991. године, имала је исто средње име Ата, што на аканском језику значи „близанкиња”. Анан и његова сестра рођени су у једној од племићких породица Ашанти и Фанте етничких група Гане; обе његове деде и ујак били су племенски поглавари.
У Аканско традицији давања имена, нека се деца именују према дану у недељи на којој су рођена, понекад у имајући у виду колико деце им претходи. Кофи на аканском је име које одговара петку. Анан је рекао да се његово презиме римује са речју „cannon” у енглеском језику.
Од 1954. до 1957. године, Анан је похађао елитну школу Мфантсипим, обитавајући у методистичком интернату у Кејп Коуст, основаној током 1870-их. Анан је рекао да га је та школа научила да се „патња било где, тиче се људи свуда”. Године 1957, када је Анан матурирао у Мфантсипиму, Златна обала је стекла независност од Велике Британије и почео је да се користи назив „Гана”.
Године 1958, Анан је почео да студира економију на Кумаси колеџу за науку и технологију, сада Кваме Нкрумах универзитету науке и технологије у Гани. Он је добио стипендију од фондације Форд, што му је омогућило да заврши додипломске студије економије на Макалестер колеџу у Сент Полу у Минесоти, Сједињене Државе, 1961. године. Анан је стекао диплому напредних студија у области међународних релација на Постдипломском институту за интернационалне и развојне студије у Женеви у Швајцарској, које је похађао током 1961–62. Након неколико година радног искуства, он је студирао на МИТ Слоан шлоли менаџмента (1971–72) у оквиру програма Слоан фелоус и стекао магистратуру из менаџмента.
Анан је течно говорио енглески, француски, акански и неке од кру језика, као и друге афричке језике.

## Каријера
Кофи Аннан је 1962. године почео да ради као буџетски службеник у Светској здравственој организацији, агенцији Уједињених нација (УН). Од 1974. до 1976. радио је као менаџер државне компаније за развој туризма у Гани у Акри. Године 1980, он је постао шеф канцеларије Високе комисије УН за избеглице (UNHCR) у Женеви. Године 1983. постао је директор административних служби Секретаријата УН у Њујорку. Анан је 1987. године постављен за помоћника генералног секретара за управљање људским ресурсима и координатора за безбедност у систему УН. Године 1990, постао је помоћник генералног секретара за планирање програма, буџет и финансије, и контролу.
Године 2001. изабран је по други пут за генералног секретара.